# うろんな客
『うろんな客』（うろんなきゃく、英: The Doubtful Guest）は、絵本作家のエドワード・ゴーリーによるアメリカの大人向け絵本。1957年刊行。日本では柴田元幸の訳により2000年に発行された。ゴーリーの初期作品の一つであり、ゴーリーの代表作の一つに挙げられている。

## 概要
とある家庭に見たこともない奇妙な生物が入り込み、食事の輪に加わったり、家の中を歩き回ったり、様々ないたずらをしたり、わけのわからない行動を繰り返しつつ、17年以上も家に居つくという物語。
冒頭に「アリソン・ビショップに」とあるが、これはゴーリーの大学以来の友人であるアメリカ人女性作家のアリソン・ルーリーのことで、本作はゴーリーがルーリーに捧げた作品とされる。「ビショップ」はルーリーが結婚していた時期に用いていた姓である。ルーリーはゴーリーへの追悼文において本作を、ルーリーの「子供を産もう」という、ゴーリーにとって理解不能な決断へのコメントではないかと語っている。家族の中に入り込み、迷惑な行動を数多く繰り返しながらも家族はそれを追いだそうとはしない、この謎の生物の正体について、本作最後の1文に「It came seventeen years ago - and to this day It has shown no intention of going away.（日本語訳：『──というような奴がやって来たのが十七年前のことで、今日に至ってもいっこうにいなくなる気配はないのです』）とあることから、「普通なら子供は、十七ともなれば、そろそろ家を出るものだ……」と、本作についての解釈を結んでいる。ルーリーは『うろんな客』刊行以前に出産していることから、日本語訳を担当した柴田元幸は日本語版のあとがきにおいて、この生物を子供の比喩との解釈を示している。また後には柴田は、この「子供の比喩」との解釈をあくまで解釈の一例とも述べており、実際には一つの解釈を押し付けられるものではなく、様々な解釈ができる作品であり、『マッチ売りの少女』のように夢の中の話とする解釈が最もしっくりくるとしている。
本作はファンの間での人気がひときわ高く、この謎の生物はゴーリーの作品群の中でも最も人気のあるキャラクターとなり、1974年にはこの生物の人形も製作されている。これは18インチ（約46センチメートル）ほどの背丈のもので、54体のみの限定で製作されており、マニアの間では非常に高値が付けられている。その後の1995年にも、やや小さめのサイズの人形が26体だけ追加製作された。さらに大きな人形がゴーリーと共に写っている写真もあるが、これは一般販売されたものではなく、宣伝用かゴーリーの自作と見られている。

## 日本語訳
ゴーリーの書く原文はシンプルながら韻文の様式をとっているものが多く、本作についても短文の対句で脚韻が踏まれている。例として上記では、各文末の「night（ナイト）」と「sight（サイト）」が韻を踏んでいる。この独特の言い回しの日本語訳にあたり柴田は、古典的な少年向け絵物語のスタイルを遵守しつつ極めてシュールというゴーリーの作品の特徴に通じるものとして、短歌を採用している。この短歌形式の日本語訳文の制作においては、日本の歌人である水原紫苑の協力があった。
また、原題にある「Doubtful」は通常は「疑わしい、不確かな」を意味するが、本作では「奇妙な」を意味していることから、柴田は「奇妙な」の類義語を捜した末に「うろんな」に行き当たり、それ以前にいしいひさいちの漫画で『うろんな問題』という言い回しがあって意味がわからずにおり、ここへ来て意味を理解したことから、題名に採用されたという経緯がある。作家の江國香織もこの邦題を「素晴らしい」と語っている。